# Desperate Riders
Pour plus de détails, voir Fiche technique et Distribution.
Desperate Riders est un western américain sorti en 2022, réalisé par Michael Feifer,.

## Synopsis
Sauvé d'une fusillade à l'occasion d'un jeu, Billy demande de l'aide à son sauveur, Kansas Red, pour secourir sa mère Carol, enlevée par le hors-la-loi Thorn. Ils rencontrent alors Leslie, une femme qui sait se servir des armes à feu. Ils vont de concert s'opposer à Thorn.

## Fiche technique
Sauf indication contraire, les informations mentionnées dans cette section peuvent être confirmées par la base de données cinématographiques IMDb,  présente dans la section « Liens externes ».
- Titre anglais : Desperate Riders
- Réalisation : Michael Feifer
- Scénariste : Lee Martin
- Production : Michael Feifer pour Feifer Worldwide et Milestone Studios
- Musique : Robert Arzola et Michael Feifer
- Direction de la photographie : Hank Baumert Jr.
- Montage : Christopher Roth
- Durée : 90 min
- Date de sortie:
  - États-Unis : 25 février 2022[3]
- Censure :
  - États-Unis : interdit aux moins de 13 ans[2]

## Distribution
- Drew Waters : Kansas
- Vanessa Evigan (en) : Leslie
- Sam Ashby : Billy
- Victoria Pratt : Carol
- Cowboy Troy (en) : Finnegan
- Rob Mayes : adjoint Harms
- Trace Adkins : Thorn
- Tom Berenger : Doc Tillman
- Brock O'Hurn (en) : Thatch
- Peter Sherayko : Linstrom
- Erin Bethea (en) : Marianne
- T. Graham Brown (en) : Gridley
- Fred Yanda : Casey
- Tucson Vernon Walker : Longley
- Torry Martin : Slim Chapman
- Jerry Bestpitch : Leech
- Kevin Harris : Portman
- Roy Snow : Father John